# Elephant Butte
Elephant Butte è una città della contea di Sierra, Nuovo Messico, Stati Uniti, vicino all'Elephant Butte Reservoir e al State Park.

## Geografia fisica
Secondo lo United States Census Bureau, ha un'area totale di 3,0 mi² (7,77 km²).

## Storia
Elephant Butte prende il nome dall'omonima collina, un butte vicino che si dice assomigliare ad un elefante.
Elephant Butte è la località dove visse il "Toy-Box Killer" David Parker Ray. Ray fu sospettato dalla polizia di aver ucciso fino a 60 persone mentre viveva a Elephant Butte.

## Società

### Evoluzione demografica
Secondo il censimento del 2010, la popolazione era di 1.431 abitanti.

### Etnie e minoranze straniere
Secondo il censimento del 2010, la composizione etnica della città era formata dal 92,2% di bianchi, lo 0,3% di afroamericani, lo 0,9% di nativi americani, lo 0,5% di asiatici, lo 0,0% di oceanici, il 2,9% di altre razze, e il 3,2% di due o più etnie. Ispanici o latinos di qualunque razza erano il 13,6% della popolazione.